# Selous Scouts
 (avril 2021).
Si vous disposez d'ouvrages ou d'articles de référence ou si vous connaissez des sites web de qualité traitant du thème abordé ici, merci de compléter l'article en donnant les références utiles à sa vérifiabilité et en les liant à la section « Notes et références ».
Les Selous Scouts furent un régiment très particulier, unité spéciale de la Rhodesian Army fondée en 1973 et dissoute en 1980. Le nom est celui de Frederick Courtney Selous (1851-1917), chasseur, explorateur, aventurier célèbre en Afrique australe.

## Recrutement
Ầ la différence du Rhodesian Light Infantry et du Rhodesian SAS, les Selous Scouts sont une unité interraciale à forte composante africaine. Les premiers officiers noirs de la Rhodesian Army sortent de leurs rangs.

## Mission
De petites équipes d’agents secrets qui se font passer pour des insurgés infiltrent les populations tribales et les réseaux locaux afin de localiser avec précision les groupes armés et de rendre compte au commandement qui actionne ou non la Fire Force. Des équipes clandestines effectuent, en Zambie, au Mozambique, des sabotages et des reconnaissances lointaines.

## Sélection
Chez les Selous Scouts, les candidats ont, à tout moment, le droit de jeter l’éponge. La sélection est encore plus dure que celle des SAS. Largués en pleine nature avec leur paquetage complet, les recrues courent 25 km jusqu’au camp de Wafa Wafa, quelques huttes au bord du lac Kariba. L’ordalie par la faim, la soif, les brimades et l’épuisement dure trois semaines. Tout est fait pour dégoûter les aspirants. En deux jours, 80% ont déjà renoncé. De l’aube à la nuit, entraînement physique destiné à les démolir. Exercices de combat de jour et de nuit, le ventre creux. Piste du risque particulièrement vertigineuse. Au bout de huit jours, premier repas chaud, une charogne bouillie. La dernière épreuve est une marche de 100 km, sac chargé de 30 kg de pierres peintes numérotées qu’il n’est pas question de jeter en route et de remplacer juste avant l’arrivée. Clou de la sélection, une galopade de deux heures et demie. Aux survivants, on annonce une nouvelle épreuve. Derniers abandons. Au premier tournant, les irréductibles sont congratulés par les instructeurs qui entourent une table bien garnie. Une semaine de permission bien méritée leur est accordée.

## Instruction
Baptisée "Dark phase (phase ténébreuse)", l’instruction est dispensée dans un camp secret où les impétrants vivent la vie quotidienne des insurgés. On leur enseigne à agir et à parler comme des insurgés. Le but est d’intégrer les stagiaires à des "pseudo bandes" plus vraies que  nature qui emploient des insurgés retournés juste après leur capture et compromis de telle manière que le double ou le triple jeu soit hors de question. Étudié en Rhodésie depuis le tout début de la contre insurrection, le procédé, qui avait fait ses preuves au Kenya, pendant la guerre des Mau Mau, ne fait pas l’unanimité des états-majors, mais le souci d’efficacité finit par primer.

## Mise en œuvre
La zone d’insertion d’une pseudo bande est gelée, c'est-à-dire que les policiers et les soldats sont consignés au camp. Les Selous Scouts tentent d’endormir la méfiance des contacts de la structure politico-militaire des insurgés qui appuie les bandes armées et/ou d’entrer en relation avec les bandes armées par l’entremise de tiers plus crédules. Une fois mises en confiance, les bandes sont attirées dans une embuscade ou détruites par la Fire Force régionale. Ruse efficace au départ, la pénétration des bandes fait son temps, elle est éventée par les insurgés qui multiplient les précautions, mettant les paysans en garde, modifiant les codes et les rites d’identification. Les Selous Scouts montent des postes d’observation plus discrets que ceux des sticks classiques et qui désignent les bandes repérées aux foudres des Fire Forces. Dans les dernières années de la guerre, c’est la grande spécialité de l’unité. En Zambie et au Mozambique, les Selous Scouts montent des coups de main, comme les autres unités spéciales (RLI et SAS). Enfin, la colonne motorisée du régiment participe aux grands raids extérieurs qui dévastent les camps d’insurgés du Mozambique. 
Très peu nombreux au début du conflit, les Selous Scouts sont plus de mille à la fin de la guerre. Hormis les noyaux durs, ils sont devenus un régiment comme les autres, dont trop de membres, malgré l’aura cultivée, méritent peu le label unité spéciale. La presse rhodésienne les accuse de braconnage et de contrebande d’ivoire. La presse internationale les accuse d’exactions et d’assassinats mis sur le dos des insurgés. Querelleur, jusqu’au boutiste, le chef de corps est remplacé par un officier du RLI jadis sorti premier de Sandhurst qui prépare la transition.

## Licenciement
Après la dissolution du régiment en 1980, de nombreux soldats passent en République Sud-Africaine, où ils sont incorporés au 5e Reconnaissance Commando. Les autres forment un 4e bataillon du Rhodesian African Rifles. Le 30 septembre 1980, le 4e RAR devient le 1st Zimbabwe Parachute Battalion.

## Filmographie
- 1957 : Le Carnaval des dieux (Something of value) de Richard Brook, d’après le roman de Robert Ruark, met en scène un pseudo-gang de la contre insurrection du Kenya.